# Caroline O’Connor
Caroline O’Connor (ur. 25 kwietnia 1983 w Ealing) – brytyjska wioślarka.

## Osiągnięcia
- Mistrzostwa Świata – Gifu 2005 – ósemka – 5. miejsce[2].
- Mistrzostwa Świata – Eton 2006 – ósemka – 8. miejsce[2].
- Mistrzostwa Świata – Monachium 2007 – ósemka – 3. miejsce[2].
- Igrzyska Olimpijskie – Pekin 2008 – ósemka – 5. miejsce[2].
- Mistrzostwa Świata – Poznań 2009 – ósemka – 5. miejsce[2].
- Mistrzostwa Świata – Bled 2011 – ósemka – 3. miejsce[2]